# Francisque Duret
Pour les articles homonymes, voir Duret.
Francisque Duret est un sculpteur français né le 19 octobre 1804 à Paris où il est mort le 26 mai 1865.

## Biographie
Fils de François-Joseph Duret (1732–1816), lui-même sculpteur, et qui lui enseigne son art, Francisque Duret est aussi élève du sculpteur François-Joseph Bosio.
Avant de devenir sculpteur, Francisque Duret envisage d'embrasser la carrière d'acteur de théâtre. Il étudie brièvement au Conservatoire de musique et de déclamation et son ami Charles Blanc (1813-1882), dans un article qu'il lui consacre en 1866, explique les qualités d'observation du comportement humain qu'acquiert Duret lors de ces études de théâtre : « Ses continuelles études sur la pantomime l'avaient conduit à préciser le langage du geste et la signification de chaque attitude. »
Il remporte, conjointement avec Auguste Dumont, le prix de Rome en sculpture de 1823 pour son bas-relief Douleur d'Évandre sur le corps de son fils Pallas. Il part alors pour la villa Médicis à Rome l'année suivante et y séjourne jusqu'en 1828.
En 1831, Duret envoie ses premières œuvres au Salon, depuis l'Italie, comme son Mercure inventant la lyre, achetée alors par le roi et aujourd'hui conservée à Clermont-Ferrand au musée d'Art Roger-Quilliot.

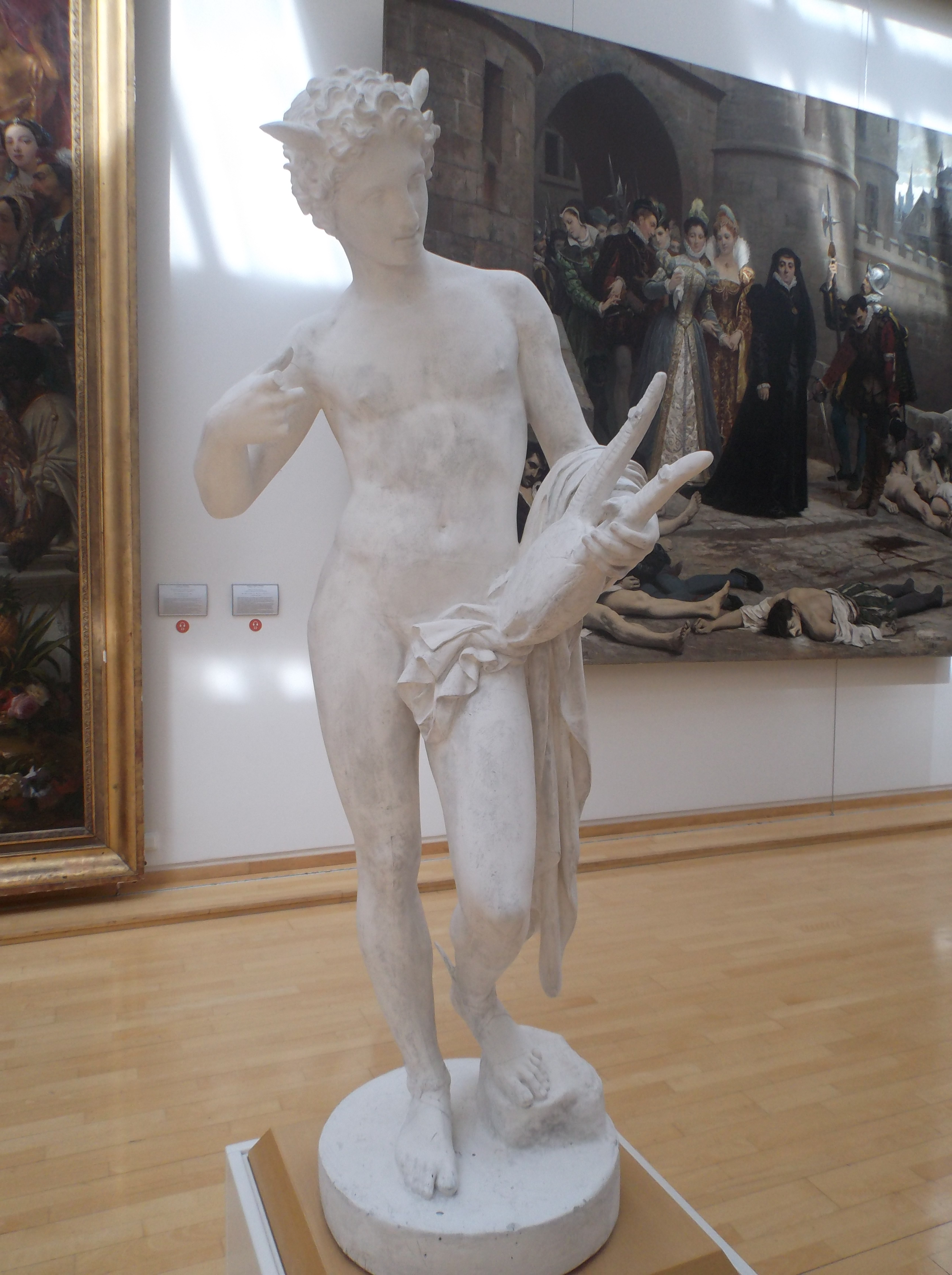
Mercure inventant la lyre (1831), plâtre, Clermont-Ferrand, musée d'Art Roger-Quilliot.

Il se distingue en 1833 en présentant au Salon son Pêcheur dansant la tarentelle, réalisé l'année précédente. Fondu en bronze à la cire, qui témoigne d'une prouesse technique pour l'époque, il est perdu par Honoré Gonon. Mais c'est en réalisant des commandes officielles que Duret assure sa carrière : la concrétisation de ce cursus honorum, qui fait de la carrière de Duret un archétype dans le monde de l’art officiel du XIXe siècle, repose sur une stratégie de carrière lisible notamment dans sa production de portraits, révélatrice de ses réseaux.
En 1836, Francisque Duret présente une première fois son bronze, réalisé en 1835, Chactas en méditation sur la tombe d'Atala au Salon de cette année. Il emprunte ce sujet au roman de Chateaubriand Atala ou les amours de deux sauvages dans le désert, publié en 1801. L'artiste retient le passage où l'Indien Chactas, abattu par sa mort, revient sur la tombe de sa bien-aimée et Duret décide comme sujet de représenter son état psychologique. La critique du Salon de 1836 publiée dans L'Artiste loue « cette fidèle imitation du type de la tête des Indiens ». Duret pousse la vraisemblance jusqu'à confier au fondeur Questel le soin de réaliser une patine colorée reprenant la teinte du modèle en plâtre de la statue « peinte en couleur porphyre », et capable de rivaliser avec la prétendue couleur de peau de Chactas. La sculpture entre dans les collections du musée des Beaux-Arts de Lyon en 1836 après acquisition de la Municipalité. Ce bronze est aujourd'hui exposé dans les jardins du musée.
Professeur à l'École des beaux-arts de Paris de 1852 à 1863, il est notamment le maître des sculpteurs Jean-Baptiste Carpeaux, Jules Dalou, Henri Chapu, Alphonse Lami, Édouard Lanteri, Bénédict Rougelet et Jules Édouard Valtat.

## Œuvres dans les collections publiques
Canada
- Montréal, Musée des beaux-arts de Montréal : Chactas en méditation sur la tombe d’Atala, après 1848, bronze.

France
- Avignon, musée Calvet : Buste d'Oreste, marbre de Carrare.
- Bernay, musée des Beaux-Arts : Buste de Charles Lenormant, plâtre.
- Blois, musée des Beaux-Arts : Danseur napolitain, ou Jeune pêcheur dansant la tarentelle, 1833, plâtre[6].
- Clermont-Ferrand, musée d'Art Roger-Quilliot : Mercure inventant la lyre, 1831, plâtre.
- Gray, musée Baron-Martin : La Tragédie et La Comédie, deux bronzes d'édition, 42 × 13 × 11 cm.
- Lyon, musée des Beaux-Arts : Chactas sur la tombe d'Atala, 1836, bronze.
- Montauban, musée Ingres-Bourdelle :
  - Danseur napolitain, bronze[7].
  - Danseur napolitain, bronze[8].
- Paris :
  - basilique Sainte-Clotilde : Chemin de croix de Saint-Clotilde, bas-reliefs transept droit de la basilique, stations de 8 à 14.
  - Cirque d'Hiver : Les Guerriers à cheval, 1852.
  - cité de Trévise : Fontaine, 1840, fonte[9].
  - église de la Madeleine : Archange Gabriel, statue en pierre, à dextre de la porte monumentale du péristyle.
  - église Saint-Louis des Invalides : La Force civile et La Force militaire, statues en bronze, entrée de la crypte du tombeau de Napoléon Ier.
  - fontaine Saint-Michel : Saint Michel terrassant le Démon, 1860, groupe en bronze, niche centrale de la fontaine.
  - jardins des Champs-Élysées : Vénus au bain, fontaine des Ambassadeurs.
  - jardin du Luxembourg : Fleuve, statue, à senestre du fronton de la fontaine Médicis.
  - musée du Louvre :
    - Vendangeur improvisant sur un sujet comique (Souvenir de Naples), 1839, statue en bronze[10] ;
    - Portrait de Louis Visconti, 1856, buste en hermès, marbre[11] ;
    - Pêcheur dansant la tarentelle, 1832, statue en bronze[12] ;
    - Portrait d'Hector Lefuel, buste en bronze[13],[14].

  - palais du Luxembourg : Victoire, bas-relief, fronton de la façade côté cour.
  - place de la Bourse, angle gauche de la façade principale de la Bourse : La Justice, 1851, statue en pierre.
  - square d'Estienne-d'Orves : La Charité, entourée de La Foi et de L'Espérance, statues en marbre, surmontant trois fontaines devant l'église de la Trinité. La pratique du marbre a été réalisée à titre posthume par Eugène-Louis Lequesne d'après les modèles conçus par Duret[15].
- Toulon, musée d'Art de Toulon : Mercure inventant la lyre, plâtre.
- Toulouse, musée des Augustins :
  - La Comédie 1851, plâtre ;
  - La Tragédie 1851, plâtre.
- Versailles, château de Versailles :
  - François-René de Chateaubriand, statue en marbre ;
  - Louis Joseph de Saint Véran, marquis de Montcalm, buste en marbre.

Œuvres de Francisque Duret
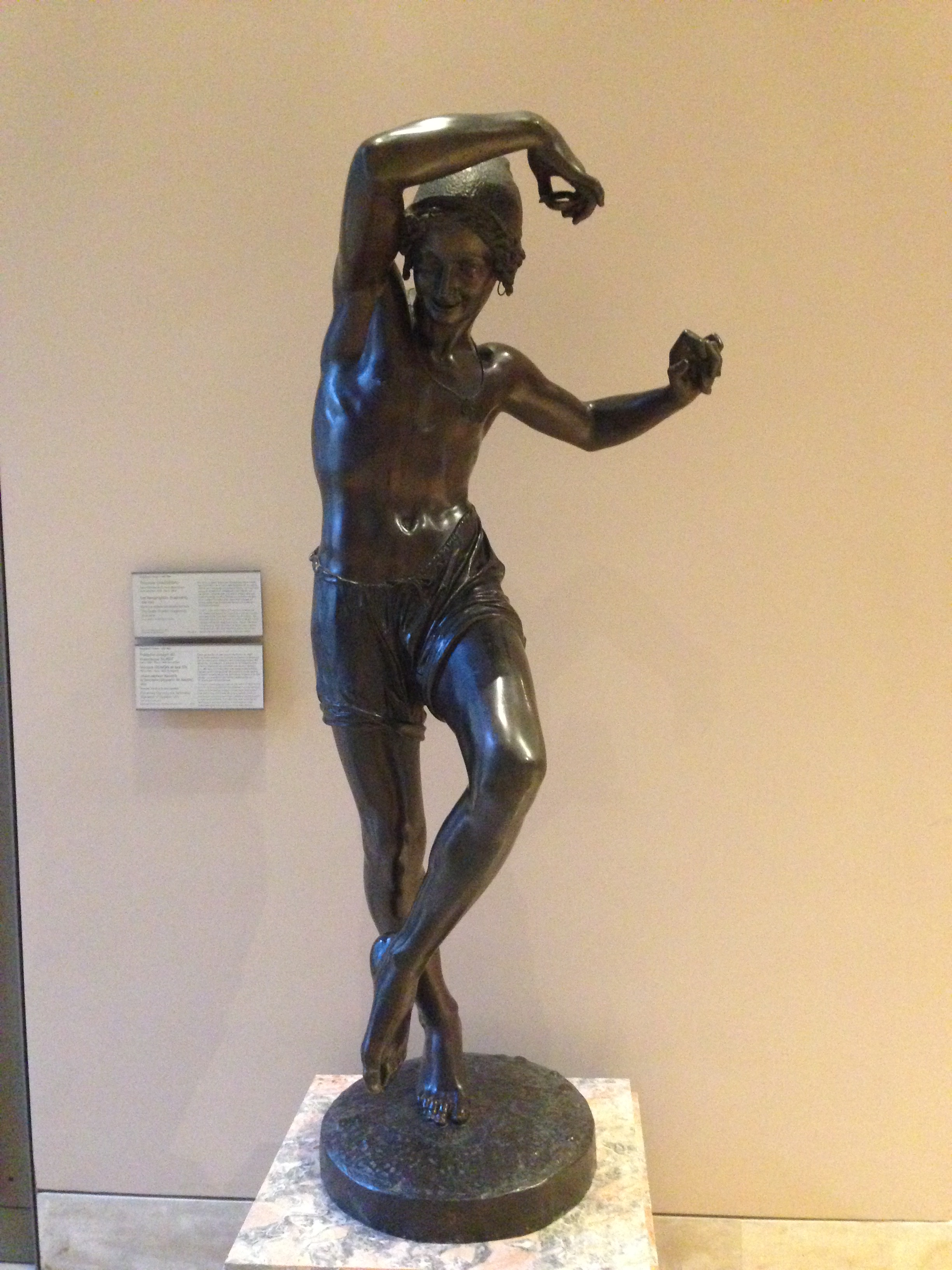
Jeune pêcheur dansant la tarentelle (1833), Paris, musée du Louvre.
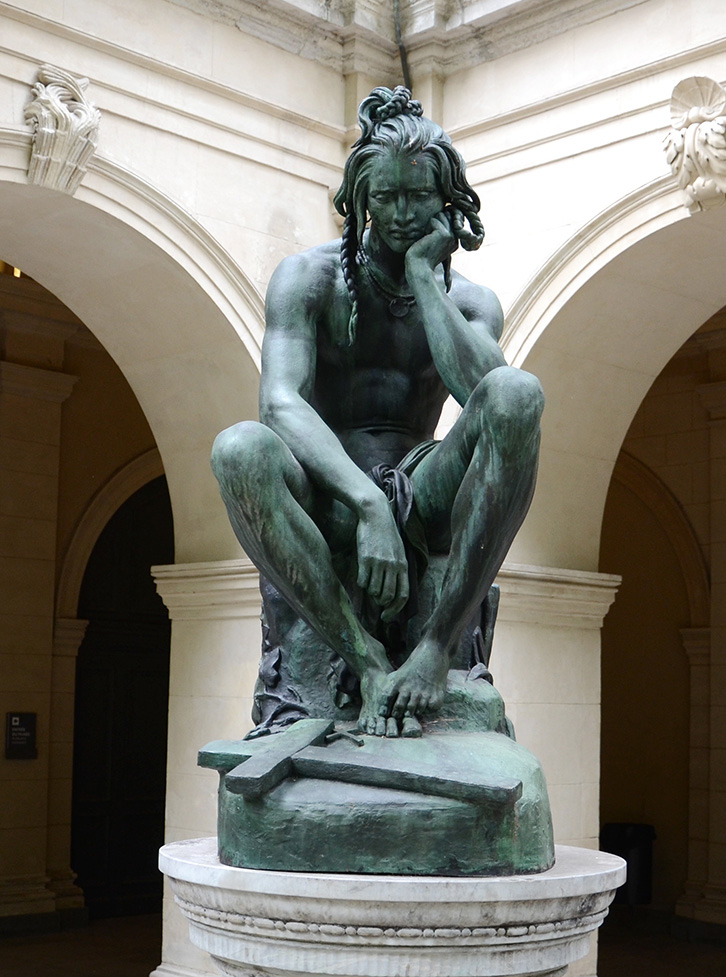
Chactas méditant sur le corps d'Atala (1835), musée des Beaux-Arts de Lyon.
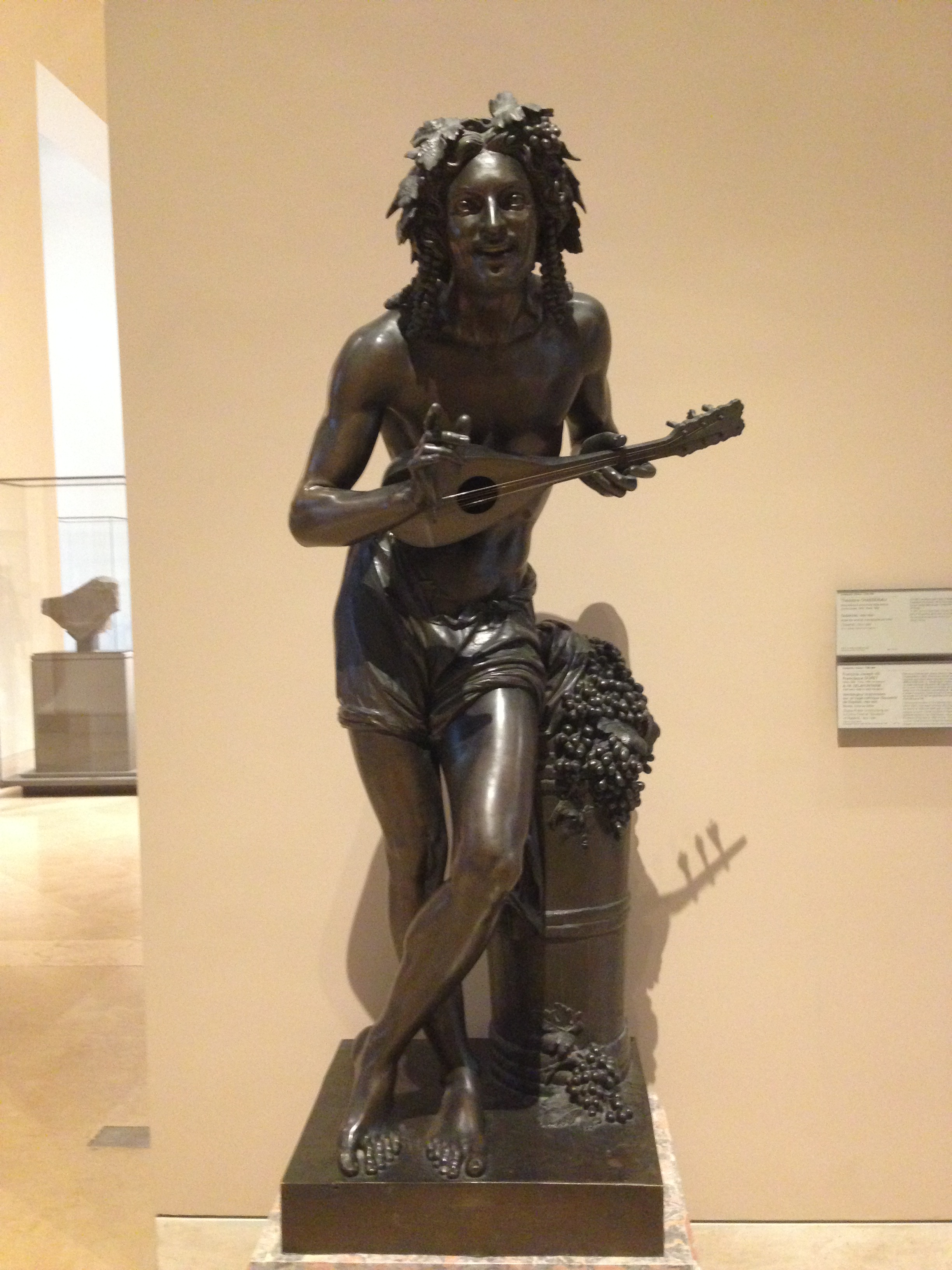
Vendangeur improvisant sur un sujet comique (1839), Paris, musée du Louvre.
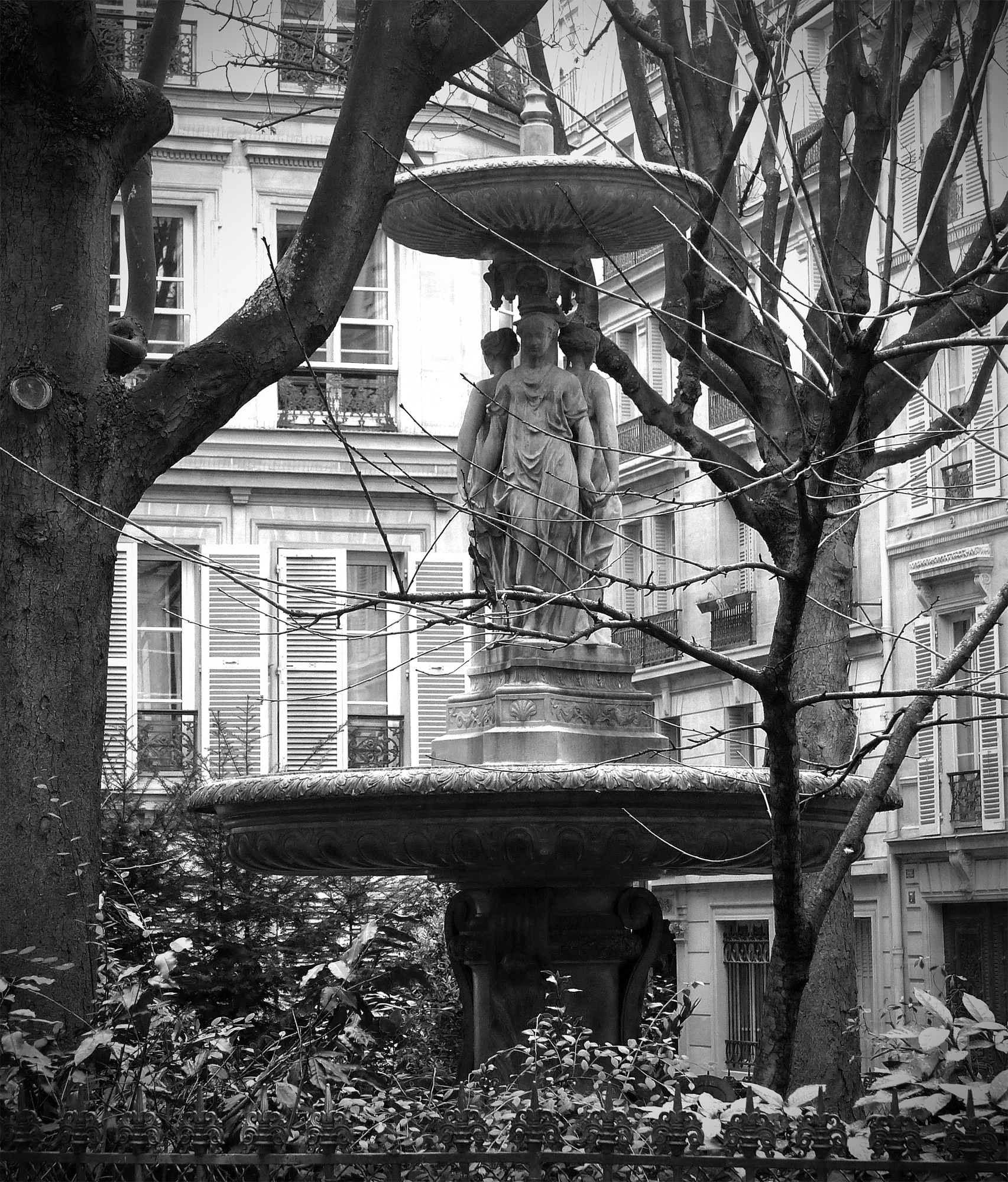
Fontaine (1840), Paris, cité de Trévise.
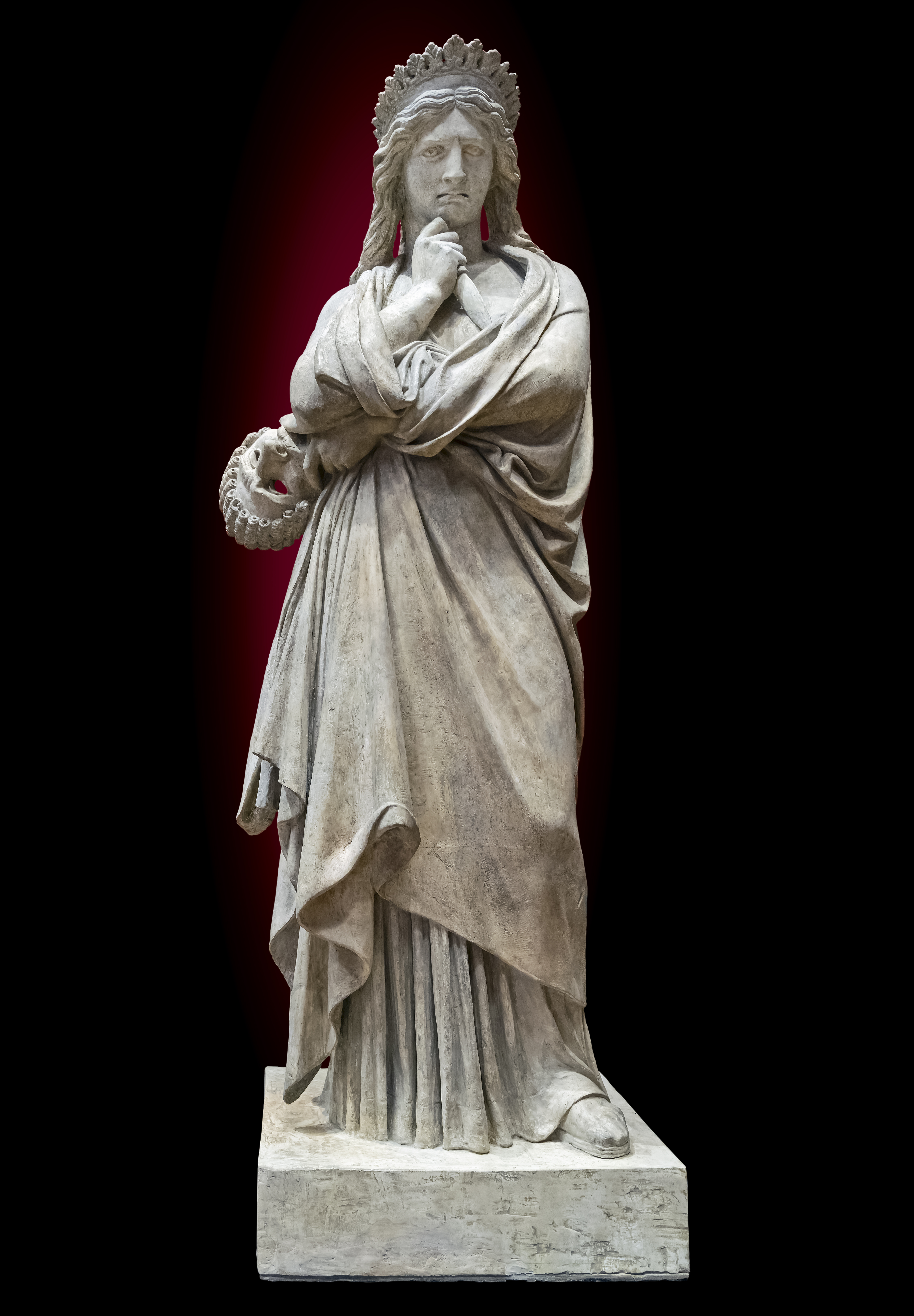
La Tragédie (1851), musée des Augustins de Toulouse.
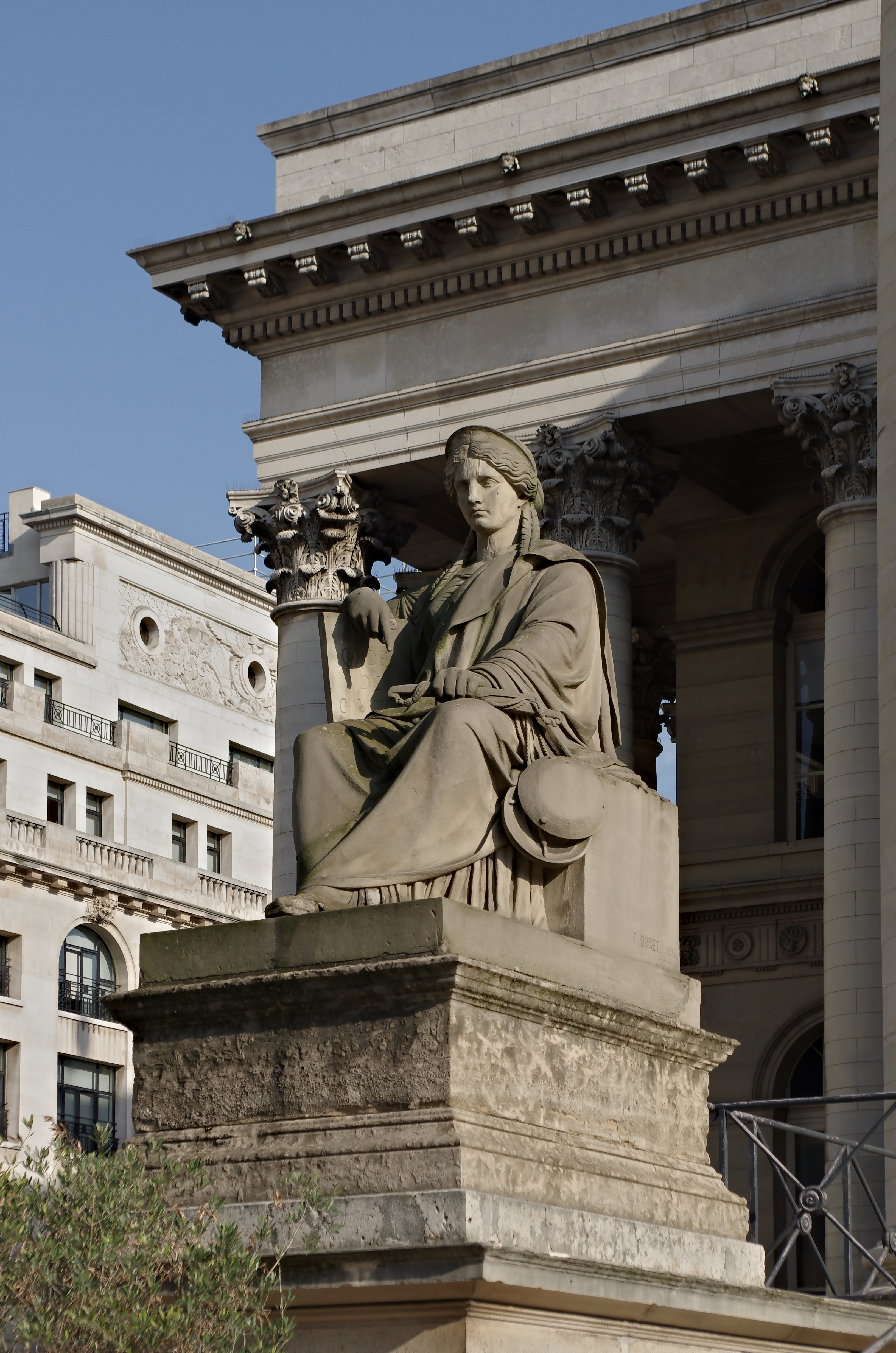
La Justice consulaire (1852), Paris, place de la Bourse.
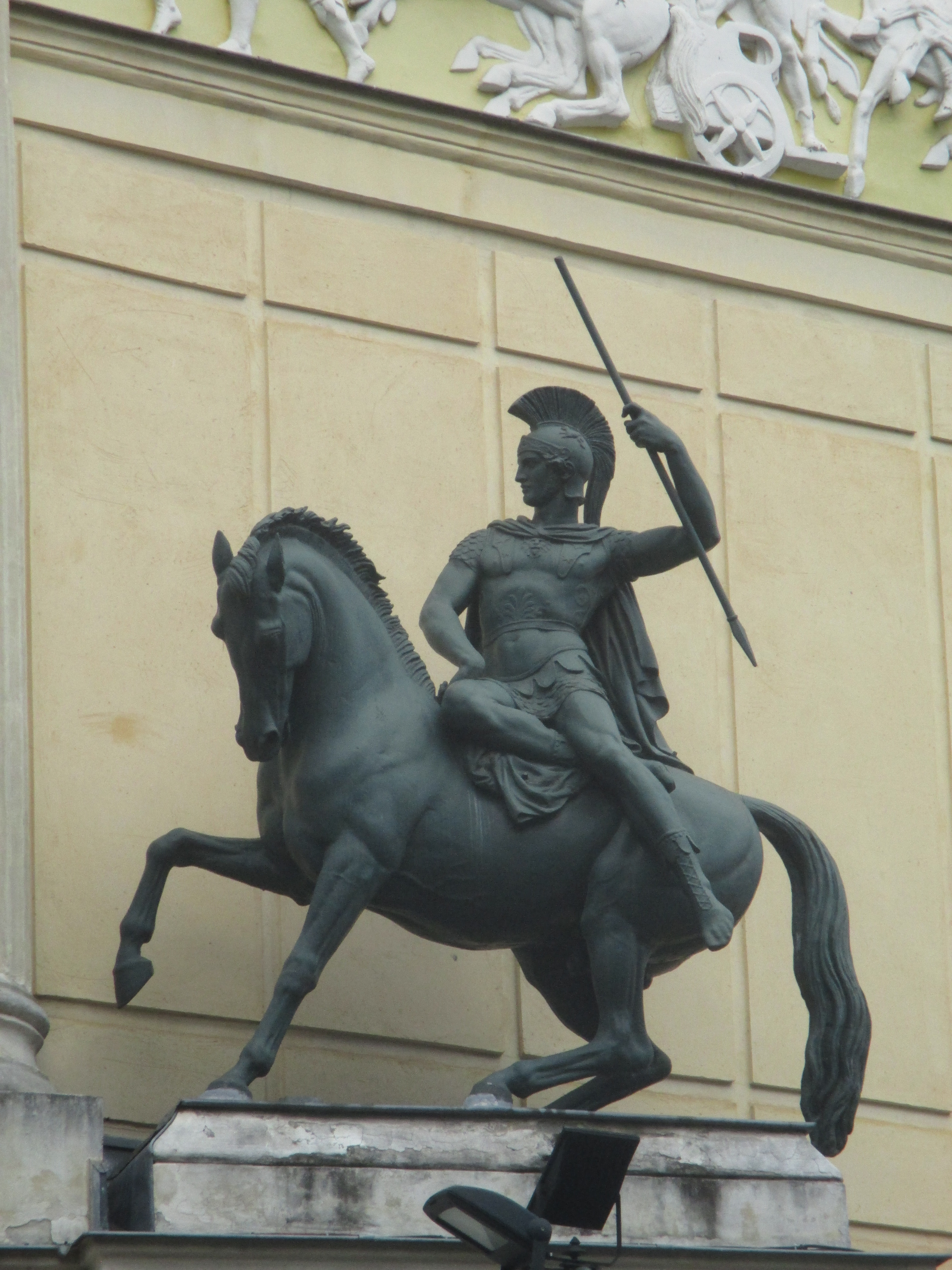
Cavalier (1852), Paris, façade du Cirque d'Hiver.
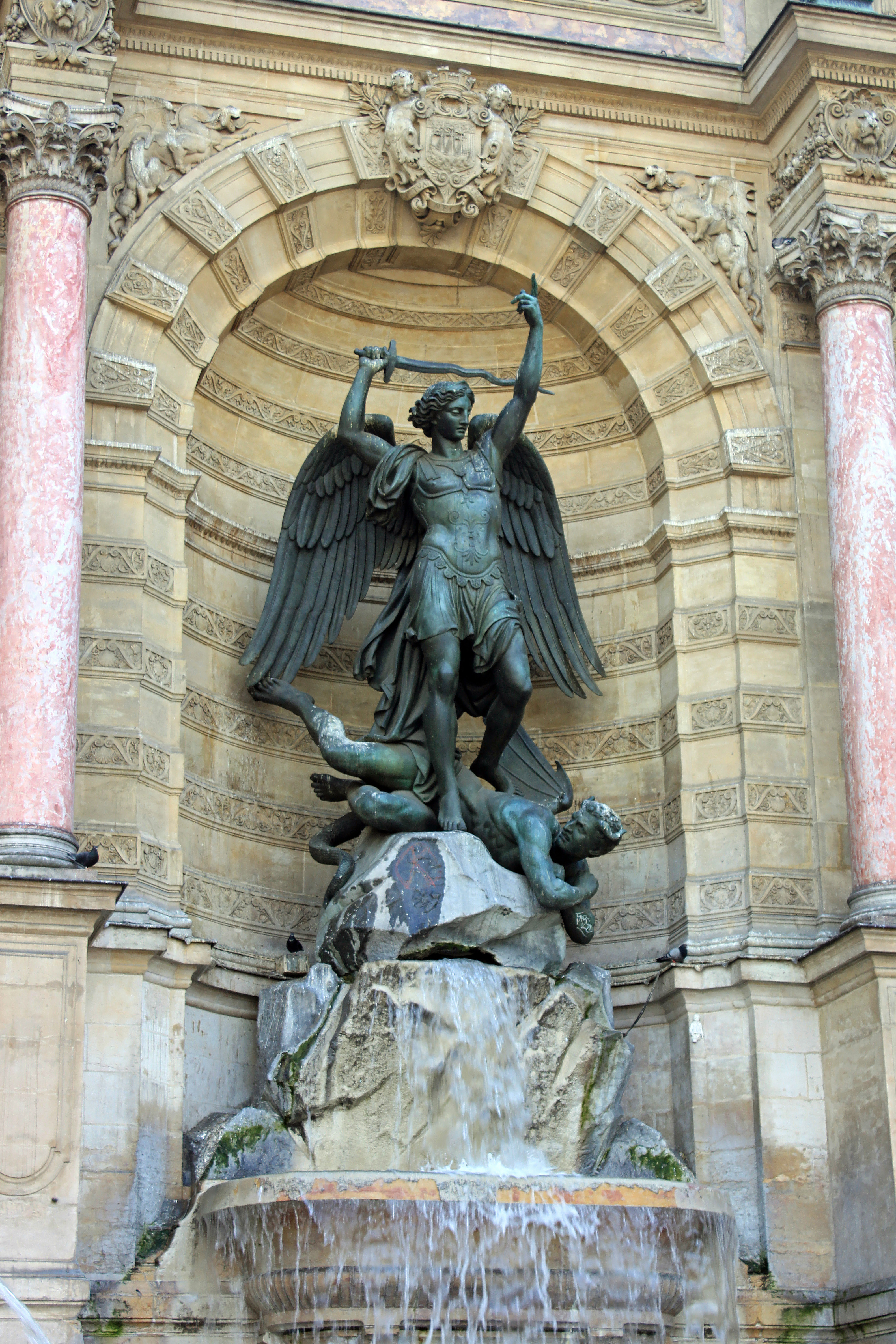
Saint Michel terrassant le Démon (1860), Paris, fontaine Saint-Michel.

## Élèves
- Jean-Paul Aubé (1837-1916).
- Antoine-Louis Bernard (1821-1880).
- Charles-Arthur Bourgeois (1838-1886).
- Jean-Baptiste Carpeaux (1827-1875), prix de Rome en 1854.
- Henri Chapu (1833-1891), premier prix de Rome en 1853.
- Ferdinand Cressigny (1837-1909).
- Jules Dalou (1838-1902).
- Eugène Delaplanche (1836-1891), deuxième second prix de Rome en 1858.
- Amédée Doublemard (1826-1900), dès 1842.
- Alphonse Lami (1822-1867), dès 1846.
- Édouard Lanteri (1848-1917).
- Félix Martin (1844-1917).
- Jules Édouard Valtat (1838-1871).